# Njemački savezni izbori 2017.
Njemački savezni izbori održani su 24. rujna 2017. te su se na njima birali zastupnici XIX. saziva Bundestaga. Uz američke i francuske parlamentarne izbore smatrani su najvažnijim političkim događajem u 2017. godini i svojevrsnim ispitom kancelarke Angele Merkel i njezine politike otvorenih vrata. Dio javnosti smatrao je i kako su izbori presudni za budućnost Europske unije nakon Brexita i porasta euroskepticizma u Europi.
Strančki savez Kršćansko-demokratske unije i Kršćansko-demokratske unije Bavarske premoćno je odnio pobjedu, peti put zaredom, s 13% osvojenih glasova više od suparničke Socijaldemokratske stranke, čiji je čelnik Martin Schulz odmah nakon potvrde rezultata priznao poraz i objavio izlazak iz velike koalicije i odlazak u oporbu. Najveće iznenađenje na izborima ostvarila je Alternativa za Njemačku, konzervativna i euroskeptična stranka, osvajanjem 94 mjesta u Bundestagu, čime je postala treća politička snaga u Njemačkoj.

## Prethodni izbori
Na izborima za XVIII. saziv Bundestaga održanima 22. rujna 2013., stranački savez CDU-a Angele Merkel i "sestrinskog" CSU-a pobijedio je sa 16% glasova razlike i najvećim ukupnim postotkom (41,5% osvojenih glasova) te najboljim ostvarenim rezultatom od njemačkog ujedinjenja 1990. Savez CDU/CSU osvojio je 311 mjesta od 316 potrebnih za većinu u Bundestagu, 72 mjesta više nego na saveznim izborima 2009. godine.
Slobodna demokratska stranka Njemačke, članica tzv. jamajčanske koalicije (CDU-CSU-FDP) nije uspjela prijeći izborni prag od 5% i ući u Bundestag, kao niti Alternativa za Njemačku, koja je na prvim izborima osvojila 2 milijuna glasova birača (4,8%), najviše u saveznim državama s područja bivše Istočne Njemačke. Četvrti poraz zaredom na njemačkim saveznim izborima ostvario je SPD, koji je potvrdio status glavne oporbene stranke. Izborni prag prešle su još dvije stranke: Ljevica, krajnje ljevčarska stranka i Savez 90.'/Zeleni.
Na izborima je biran 631 zastupnik, 78 manje nego na ovim saveznim izborima. Treći put u njemačkoj povijesti nakon Drugog svjetskog rata dogovorena je velika koalicija između pobjedničkog saveza CDU/CSU i Socijaldemokrata, a za kancelarku je treći put zaredom izabrana Angela Merkel.

## Pozadina

### Brexit i izbjeglička kriza
Nakon dva uspješna kancelarska mandata, u svom se trećem mandtu Angela Merkel suočila s dva velika europska problema: Europskom izbjegličkom krizom i Brexitom.
Europska izbjeglička kriza postala je najveći izazov s kojim se Europa suočila u 2010-ima i prijelomna točka u povijesti Europske unije. Njemačka se, kao vodeća država EU-a uz Francusku, predstavila "politikom otvorenih granica" Angele Merkel, koju je pokušavala nametnuti i ostalim članicama Europske unije. Za vrijeme druge polovine Merkelina mandata, Njemačka je prihvatila između 800 tisuća i milijun doseljenika, većinom iz arapskih zemalja. Takva politika naišla je na velike kritike u Njemačkoj, ali i Europi (države Višegradske skupine, Austrija) i dovela do porasta euroskepicizma. U Njemačkoj je izravno utjecala na osnivanje Alternative za Njemačku, a u Europi na ponovni izbor eurskeptičnog Viktora Orbana u Madžarskoj i uspjeh Marine Le Pen u Francuskoj, koja je postala svojevrsni predmet ucjene francuskog predsjednika Emmanuela Macrona za suradnju s njemačkom kancelarkom.
Osim što je dovela do rasta euroskepticizma i svojevrsnog preporoda konzervatizma u Europi, Izbjeglička kriza dovela je i do niza terorističkih napada ne samo na tlu Njemačke, već i zemalja Beneluksa, Francuske, Španjolske, Švedske i Ujedinjenog Kraljevstva. Većinu napada izveli su borci Islamske države koji su na prostor Schengenskog sporazuma ušli kao izbjeglice, dok su nasilni neredi izbjeglica zabilježeni u Švedskoj, gdje je došlo i uspostavljanja tzv. no-go područja i policijskog sata, kao i uvođenja izvanrednog stanja u Francuskoj i Kataloniji. Zbog narodnih netrepeljivosti između Turaka, Arapa i Kurda dolazilo je do brojnih sukoba izbjeglica, u kojima su nerijetko stradavali i Europljani.
Najveći izazov na političko-pravnoj razini predstavio je Brexit koji je rasvijetlio brojne poteškoće s kojima se suočava Europska unija u svome radu, ali i na pad povjerenja u njezinu stabilnost i mogućnost rješavanja problema, zbog čega su joj neki politički analitičari namijenili sudbinu Lige Naroda. Izlazak Ujedinjenog Kraljevstva doveo je i do jačanja vodećih mjesta Francuske i Njemačke, zbog čega su se vodeće euroskeptične članice (Višegradska skupina i Austrija) prijetile svojim izlaskom kao odgovorom na jačanje centralizacije, koju je potaknula Macronova politika Europske unije "u više brzina".
Zbog svega toga, mnogi su 2017. godinu nazvali "izbornom supergodinom" u kojoj se poseban naglasak stavio na američke, francuske i njemačke izbore. Njihova zajednička značajka je uzlet konzervativnih snaga i propitivanje učinkovitosti međunarodnih organizacija s velikim administracijama i nedovoljno volje za rješavanjem svjetskih križnih žarista, Europske izbjegličke krize, Građanskog rat u Siriji, rastuće nuklerizacije Sjeverne Koreje i problema svjetskog terorizma u kojem je vodeću ulogu igrala Islamska država.

### Pokrajinski izbori
Sredinom rujna 2016. na pokrajinskim izborima za saveznu državu Berlin stranke Velike koalcije CDU/CSU i SPD doživjele su velike gubitke, osvojivši po 5% manje glasova birača, čime su izgubili većinu u berlinskom Senatu. Najveći uspjeh postigle su Alternativa za Njemačku koja je osvojila 14,2% glasova i 25 mjesta u Senatu te Slobodna demokratska stranka koja je uspjela prijeći izborni prag. Zanimljivo jest da su predizborne ankete AfD-u davale prosječno između 7-10 mjesta.
Neuspjeh CDU-a na izborima u glavnom gradu doveo je do pooštravanja odnosa između stranaka demokršćanske unije CDU/CSU, jer je CSU kao uvjet za daljnju suradnju Angeli Merkel postavio promjenu smjernica izbjegličke politike, ali i stabilnu većinu na mjesnoj razini. Na izborima za saveznu državu Mecklenburg-Zapadno Pomorje pobjedu je odnio SPD, a iznenaujuće drugo mjesto osvojio je AfD (20,8% glasova) tijesno pobijedivši CDU. Unatoč neuspjesima svoje stranke, kojoj se konzervativniji dio biračkog tijela priklonio AfD-u, Merkel je odbacila zahtjeve za promjenom izbjegličke politike.
Na izborima u Baden-Württembergu pobjedu su odnijeli Zeleni porazivši CDU, koji ih je četiri godine prije pobijedio s 15% razlike. Iznenađenje je ponovno napravio AfD s osvojenih 810 000 glasova (15,1%), dok je SPD u odnosu na prošle izbore izgubio 16 zastupničkih mjesta. Svoj uzlet AfD i FDP potvrdili su prelaženjem izbornog praga i na izborima u saveznim držama Saska-Anhalt i Rheinland-Pfalz.

## Statistike
Za svoje zastupničko mjesto u Bundestagu borilo se 4828 kandidata iz 38 političkih stranaka i nekoliko neovisnih lista. Za ulazak političke stranke u Bundestag potrebno je prijeći izborni prag od 5%, što se ne odnosi na priznate nacionalna manjina koje su od toga izuzete. Od ukupnog broja stranaka, njih sedam uspjelo je zadovoljiti taj uvjet.
Na dan izbora pravo glasa imalo je 61,5 milijuna njemačkih graađana, od čega 31,7 milijuna žena i 29,8 milijuna muškaraca. Svoje glasačko pravo po prvi put na izborima je moglo iskoristiti 3 milijuna ljudi, koji su od prethodnih izbora ili na sam dan izbora stekli punoljetnost. Više od trećine glasača, njih 22 milijuna, činilo je stanovništvo starije dobi (iznad 65 godina), čiji su se glasovi smatrali presudnima na ishod izbora. Njemačke savezne države s najvećim brojem glasača bile su Sjeverna Rajna-Vestfalija (13,2 milijuna), Bavarska (9,5 milijuna) i Baden-Württemberg (7,5 milijuna glasača).

## Izborni sustav
Njemačka koristi složeni mješoviti izborni sustav u kojem s jedne strane kombinira izrvan izbor bilo kojeg od kandidata s najvećim brojem osvojenih glasova u izbornim jedinicama iz kojih se izabire samo jedan kandidat te razmjeran (prorporcionalan) izbor prema kojem svaka politička stranka dobiva približno onoliko mandata u parlamentu koliko je osvojila glasova. Sukladno tome, svaki glasač na svome listiću ima dva izbora, tzv. prvi i drugi glas.
S prvim se glasom izabire prvih 299 zastupnika iz 299 izbornih jedinica u kojima pobjeđuje onaj kandidat koji je osvojio najviše glasova, bez obzira na ukupnu izlaznost birača. Kako prvi glas pogoduje uglavnom velikim strankama, u Njemačkoj se koristi i drugi glas, kako bi se izbjegao nesrazmjer u postotcima i mandatima nastao upotrebom iskljuivo prvog glasa, kao što je primjer u Ujedinjenom Kraljevstvu. Prema modelu isključivo prvog glasa, u kojem se stranke A i B natječu za 10 zastupničkih mandata, ako stranka osvojio 49%, a stranka B 51% glasova birača, stranka B osvaja svih 10 mandata.
Glasači drugim glasom glasaju za stranačku listu, koja za takav oblik natjecanja moraju skupiti dovoljan broj potpisa prije izbora. Kako bi neka stranka dobila glasove s druge liste, mora osvojiti barem tri mandata putem prvog glasa ili 5% glasova putem drugog glasa. Kako uz podzastupljene stranke postoje i one koje mandate mogu osvojiti i isključivo preko prvoga glasa, u njemački izborni sustav uvedeni su tzv. nadilazni mandati kojima se postiže ravnoteža dajući mandate i dovoljno zastupljenim manjim strankama. 

## Stranke
Sveukupno se 38 političkih stranaka natjecalo za mandate u Bundestagu. Prema predizbornim anketama i ishodima prijašnjih izbora, sedam stranaka (ili političkih saveza) imalo je stvarnu mogućnost prelaska izbornog praga od 5% i ulaska u parlament.
| Stranka             | Slika | Svjetonazor(i)                                              | Politički položaj | Vodeći kandidati                                       |
| ------------------- | ----- | ----------------------------------------------------------- | ----------------- | ------------------------------------------------------ |
| CDU                 |       | kršćanska demokracija liberalni konzervativizam             | desni centar      | Angela Merkel (kandidatkinja za kancelarku)            |
| SPD                 |       | socijaldemokracija                                          | lijevi centar     | Martin Schulz (kandidat za kancelara)                  |
| AfD                 |       | konzervativizam euroskepticizam                             | desnica           | Alexander Gauland Alice Weidel                         |
| FDP                 |       | liberalizam                                                 | centar            | Christian Lindner                                      |
| Die Linke (Ljevica) |       | ljevičarski populizam                                       | krajnja ljevica   | Dietmar Bartsch                                        |
| CSU                 |       | bavarski regionalizam kršćanska demokracija konzervativizam | desni centar      | Joachim Herrmann (podržao Angelu Merkel za kancelarku) |
| Savez '90./Zeleni   |       | zelena politika                                             | ljevica           | Cem Özdemir Katrin Göring-Eckardt                      |

Tradicionalno su »sestrinske stranke« CDU i CSU izašle zajednički na izbore. Prema dogovoru, CSU je imao stranačku listu jedino u Bavarskoj te podržao Angelu Merkel za kancelarku. Nakon izbora zajedno su ušli u Bundestag kao politički savez CDU/CSU.

## Javno mijenje
Rezutati istraživanja javnog mijenja provođenih od rujna 2013. do rujna 2017. Prikazane su stranke s podrškom iznad izbornog praga.

## Rezultati
██ Ljevica: 69 mjesta
██ SPD: 153 mjesta
██ Zeleni: 67 mesta
██ FDP: 80 mjesa
██ CDU: 200 mjesa
██ CSU: 46 mjesta
██ AfD: 94 mjesta
Politički savez CDU/CSU i SPD ostale su najveće političke snage u Bundestagu, ali su obje ostvarile puno lošije rezultate u odnosu na prethodne izbore. Tako je Angela Merkel osvojila 9% manje glasova.
Podbačaj stožernih stranaka doveo je do uspjeha manjih političkih stranaka. Tako je veliki dio glasača CDU iz prosvjeda prema izbjegličkoj politici "otvorenih granica" Angele Merkel dao glas AfD-u. Politički analitičari nadodali su kako je takva politika za posljedicu imala preopterećenje sustava društvene skrbi koje je dovelo do pritiska na srednju i nižu njemačku klasu. SPD-u su mnogi prigovarali zbog "nedorečene, nedovršene i usijene politike društvene pravde".
| Stranka                                    | Kandidati Prvi glas | Kandidati Prvi glas | Kandidati Prvi glas | Stranačka lista Drugi glas | Stranačka lista Drugi glas | Stranačka lista Drugi glas | Ukupni mandati | +/– |
| Stranka                                    | Glasovi             | %                   | Mandati             | Glasovi                    | %                          | mandati                    | Ukupni mandati | +/– |
| ------------------------------------------ | ------------------- | ------------------- | ------------------- | -------------------------- | -------------------------- | -------------------------- | -------------- | --- |
| CDU                                        | 14 027 804          | 30,2                | 185                 | 12 445 832                 | 26,3                       | 15                         | 200            | -55 |
| SPD                                        | 11 426 613          | 24,6                | 59                  | 9 538 367                  | 20,5                       | 94                         | 153            | -40 |
| AfD                                        | 5 316 095           | 11,5                | 3                   | 5 877 094                  | 12,6                       | 91                         | 94             | +94 |
| FDP                                        | 3 248 745           | 7,0                 | 0                   | 4 997 178                  | 10,7                       | 80                         | 80             | +80 |
| Ljevica                                    | 3 996 035           | 8,6                 | 5                   | 2 396 762                  | 9,2                        | 64                         | 69             | +5  |
| Savez '90./Zeleni                          | 3 717 436           | 8,0                 | 1                   | 4 157 564                  | 8,9                        | 66                         | 67             | +1  |
| CSU                                        | 3 255 604           | 7,0                 | 46                  | 2 869 744                  | 6,2                        | 0                          | 46             | -10 |
| Sveukupno (+33 stranke, ostali i neovisni) | 46 973 799          | 100                 | 299                 |                            | 100                        | 410                        | 709            | +78 |

- CDU/CSU
- SPD
- AfD
- FDP
- Die Linke
- Zeleni

## Reakcije
U svom prvom obraćanju nakon izbora, Angela Merkel proglasila je pobjedu CDU-a i naglasila kako »želi održati jaku Europsku uniju« te je obećala kako će »dobrom politkom« pokušati pridobiti glasače koji su svoj glas dali Alternativi za Njemačku. Kampanju je ocijenila teškom, ali i istaknula kako je »CDU ostvario strateški cilj« ponovno dobivši odgovornost za sastavljanje vlade.
Čelnik Socijaldemokrata Martin Schulz priznao je poraz objavivši kako je »ovo težak i gorak dan za njemačke socijaldemokrate«. U svom govoru dodao je kako će se stranka boriti za ostvarenje izbornih obećanja i vrijednosti. SPD je ostvario najlošiji rezultat od Drugog svjetskog rata. Schulz je nadodao i kako je ulazak AfD-a »povijesni rez preko kojeg nijedan demokrat ne može samo tako prijeći«.
Premijer Bavarske Horst Seehofer kao glavni razlog uspjeha Alternative za Njemačku naveo podcjenjivanje desnice.

## Posljedice
Dan nakon izbora, AfD je potresao raskol nakon što je dopredsjednica Frauke Petry najavila da u novom sazivu Bundestaga neće ući u zastupnički klub AfD-a. Njezina izjava bila je posljedica sukoba između nje i desnije struje okupljene oko Gaulanda koji je potresao stranku mjesecima prije izbora.
Nakon njezine izjave, stranku je napustio i njezin suprug Marcus Pretzell koji je bio izabran u Sjevernoj Rajni-Vestfaliji. Uz njih su jednako postupili i njihovi najbliži suradnici i dotada visokonamještenici u stranci Uwe Wurlitzer i Kirsten Muster. Njemački mediji to su protumačili kao novi udarac »već ionako poljuljanom AfD-u«, iako je dio analitičara smatrao takav rasplet događaja izglednim zbog bliskosti Petry i Merkel u svjetonazoru i marginalizacije Petry unutar same stranke.
U noći s nedjelje na ponedjeljak nakon izbora, eurom se na Forex tržištu trgovalo po 0,5% nižoj cijeni u odnosu na američki dolar. Kao glavni razlog ekonomski i politički analitičari naveli su bojazan od političke nestabilnosti nakon što je CDU osvojio 63 mandata manje nego na prošlim izborima te nakon što je SPD odbio daljnju suradnju, čime se tzv. Velika koalcija raspala.